# محمد بهرام
محمد بهرام، لاعب كرة قدم بحريني سابق.
وقد كان يلعب مع نادي المنامة.
وقد لعب مع منتخب البحرين لكرة القدم.

## كأس الخليج 1976
وقد سجل هدفين في مرمى منتخب الإمارات لكرة القدم، وقد سجل هدف في مرمى منتخب عمان لكرة القدم، وقد سجل هدف في مرمى منتخب السعودية لكرة القدم.